# Родріго Таддеї
Родріго Таддеї (порт. Rodrigo Taddei, нар. 6 березня 1980, Сан-Паулу) — колишній бразильський футболіст, правий вінгер.
Насамперед відомий виступами за «Рому», в якій провів більшу частину свої кар'єри та здобув Кубок та Суперкубок Італії.

## Ігрова кар'єра
Народився 6 березня 1980 року в місті Сан-Паулу. Вихованець футбольної школи клубу «Палмейрас». Дорослу футбольну кар'єру розпочав 1999 року в основній команді того ж клубу, в якій провів три сезони, взявши участь у 25 матчах чемпіонату. 
Своєю грою привернув увагу представників тренерського штабу «Сієни», до складу якого приєднався влітку 2002 року. Відіграв за клуб зі Сьєни наступні три сезони своєї ігрової кар'єри, зігравши у 74 матчах чемпіонату. Більшість часу, проведеного у складі «Сієни», був основним гравцем команди.
До складу клубу «Рома» приєднався в червні 2005 року. Наразі встиг відіграти за «вовків» 210 матчів в національному чемпіонаті. За цей час двічі виборював титул володаря Кубка Італії, а також одного разу ставав володарем Суперкубка Італії.

## Статистика виступів

### Статистика клубних виступів
| Сезон                 | Команда               | Чемпіонат             | Чемпіонат | Чемпіонат | Національний кубок | Національний кубок | Національний кубок | Континентальні кубки | Континентальні кубки | Континентальні кубки | Інші змагання | Інші змагання | Інші змагання | Усього | Усього |
| Сезон                 | Команда               | Ліга                  | Ігор      | Голів     | Ліга               | Ігор               | Голів              | Ліга                 | Ігор                 | Голів                | Ліга          | Ігор          | Голів         | Ігор   | Голів  |
| --------------------- | --------------------- | --------------------- | --------- | --------- | ------------------ | ------------------ | ------------------ | -------------------- | -------------------- | -------------------- | ------------- | ------------- | ------------- | ------ | ------ |
| 2000                  | «Палмейрас»           | A                     | 13        | 1         | -                  | -                  | -                  | -                    | -                    | -                    | -             | -             | -             | 13     | 1      |
| 2001                  | «Палмейрас»           | A                     | 12        | 1         | -                  | -                  | -                  | -                    | -                    | -                    | -             | -             | -             | 12     | 1      |
| 2002                  | «Палмейрас»           | A                     | 0         | 0         | -                  | -                  | -                  | -                    | -                    | -                    | -             | -             | -             | 0      | 0      |
| Усього за «Палмейрас» | Усього за «Палмейрас» | Усього за «Палмейрас» | 25        | 2         |                    | -                  | -                  |                      | -                    | -                    |               | -             | -             | 25     | 2      |
| 2002–03               | «Сієна»               | B                     | 26        | 3         | КІ                 | 0                  | 0                  | -                    | -                    | -                    | -             | -             | -             | 26     | 3      |
| 2003–04               | «Сієна»               | A                     | 27        | 8         | КІ                 | 2                  | 0                  | -                    | -                    | -                    | -             | -             | -             | 29     | 8      |
| 2004–05               | «Сієна»               | A                     | 21        | 3         | КІ                 | 0                  | 0                  | -                    | -                    | -                    | -             | -             | -             | 21     | 3      |
| Усього за «Сієну»     | Усього за «Сієну»     |                       | 74        | 14        |                    | 2                  | 0                  |                      | -                    | -                    |               | -             | -             | 76     | 14     |
| 2005–06               | «Рома»                | A                     | 38        | 8         | КІ                 | 4                  | 0                  | КУЄФА                | 11                   | 1                    |               | -             | -             | 53     | 9      |
| 2006–07               | «Рома»                | A                     | 29        | 5         | КІ                 | 6                  | 0                  | ЛЧ                   | 8                    | 1                    | СІ            | 1             | 0             | 44     | 6      |
| 2007–08               | «Рома»                | A                     | 26        | 6         | КІ                 | 4                  | 0                  | ЛЧ                   | 6                    | 1                    | СІ            | 1             | 0             | 33     | 7      |
| 2008–09               | «Рома»                | A                     | 28        | 1         | КІ                 | 1                  | 1                  | ЛЧ                   | 7                    | 0                    | СІ            | 1             | 0             | 37     | 2      |
| 2009–10               | «Рома»                | A                     | 33        | 2         | КІ                 | 4                  | 0                  | ЛЄ                   | 8                    | 0                    |               | -             | -             | 46     | 2      |
| 2010–11               | «Рома»                | A                     | 23        | 0         | КІ                 | 2                  | 1                  | ЛЧ                   | 3                    | 0                    | СІ            | 1             | 0             | 29     | 1      |
| 2011–12               | «Рома»                | A                     | 24        | 1         | КІ                 | 1                  | 0                  | ЛЄ                   | 1                    | 0                    | -             | -             | -             | 25     | 1      |
| 2012–13               | «Рома»                | A                     | 4         | 0         | КІ                 | 1                  | 0                  | -                    | -                    | -                    | -             | -             | -             | 5      | 0      |
| 2013–14               | «Рома»                | A                     | 4         | 0         | КІ                 | 0                  | 0                  | -                    | -                    | -                    | -             | -             | -             | 4      | 0      |
| Усього за «Рому»      | Усього за «Рому»      |                       | 210       | 23        |                    | 24                 | 2                  |                      | 43                   | 3                    |               | 4             | 0             | 281    | 28     |
| Усього за кар'єру     | Усього за кар'єру     | Усього за кар'єру     | 308       | 39        |                    | 26                 | 2                  |                      | 43                   | 3                    |               | 4             | 0             | 381    | 44     |

## Титули і досягнення
- Віце-чемпіон Італії (6):

«Рома»: 2005-06, 2006-07, 2007-08, 2008-09, 2009-10, 2013-14
- Володар Кубка Італії (2):

«Рома»:  2006-07, 2007-08
- Володар Суперкубка Італії (1):

«Рома»:  2007